# Casa Bardina
Casa Bardina o casa Espiell és un edifici del municipi de Sant Just Desvern (Baix Llobregat) que forma part de l'Inventari del Patrimoni Arquitectònic de Catalunya. En el 1913 es construeix, segons el cadastre, d'acord amb un projecte neogòtic de Marcel·lià Coquillat però l'aspecte actual de la casa ve d'una reforma del 1933.

## Descripció
És un edifici de planta baixa i dos pisos, d'inspiració clàssica dins del corrent noucentista amb determinats elements originaris del renaixement italià, com la imitació de bugnato en planta baixa o les columnes toscanes que suporten el porxo d'accés. Cal remarcar la importància de la balustrada de les cobertes, així com la volada de la coberta a la manera de barbacana.